# Sicario: Day of the Soldado
Sicario: Day of the Soldado is een Amerikaans-Italiaanse misdaadfilm uit 2018, geregisseerd door Stefano Sollima. De film is het vervolg op Sicario uit 2015 met opnieuw hoofdrollen voor Benicio del Toro, Josh Brolin en Jeffrey Donovan. 
De film ging in première 26 juni 2018 in het Regency Village Theater in Los Angeles.

## Verhaal
Bij een terroristische zelfmoordaanslag in een supermarkt in Kansas City komen vijftien mensen om. Als reactie daarop beveelt de regering van de Verenigde Staten CIA-officier Matt Graver extreme maatregelen te nemen om Mexicaanse drugskartels te bestrijden die ervan worden verdacht de terroristen over de grens tussen de VS en Mexico te hebben gesmokkeld. Graver en het ministerie van Defensie besluiten dat het de beste optie is om een oorlog tussen de grote kartels aan te wakkeren, en Graver werft agent Alejandro Gillick aan voor de missie. Graver ontmoet ook de PMC-functionaris en wapenhandelaar Andy Wheeldon om huursoldaten, helikopters en communicatieapparatuur van militaire kwaliteit te beveiligen, zodat de VS plausibele ontkenning kan handhaven bij het bestrijden van de Mexicaanse kartels.
Gillick vermoordt een spraakmakende advocaat van het Matamoroskartel in Mexico-Stad, terwijl Graver en zijn team Isabel Reyes gevangen nemen, de dochter van de rivaal van Matamoros, Carlos Reyes (die opdracht gaf om Gillick's familie te vermoorden in de gebeurtenissen voorafgaand aan de vorige film), onder de vorm van een valse vlag-operatie.
Graver, Gillick en hun team brengen Isabel naar een onderduikadres in Texas. Ze organiseren een DEA-inval en doen alsof ze Isabel redden, waardoor ze denkt dat ze gevangen is genomen door het Matamoroskartel. Ze brengen Isabel naar een Amerikaanse militaire basis terwijl het team haar terugkeer naar Mexico organiseert. Ze zijn van plan haar achter te laten in een depot van de Mexicaanse federale politie op het grondgebied dat wordt gecontroleerd door de rivalen van haar vader, om het conflict tussen de beide kartels verder te laten escaleren. Maar nadat ze Mexico zijn binnengekomen, keert de politie-escorte zich tegen hen en valt de Amerikaanse pantservoertuigen aan. Graver en zijn team doden 25 corrupte Mexicaanse politieagenten om aan de hinderlaag te ontsnappen.
Te midden van de chaos rent Isabel weg, de woestijn in. Gillick gaat haar alleen achterna terwijl de rest van het team terugkeert naar de Verenigde Staten. Ondertussen stelt de Amerikaanse regering vast dat ten minste twee van de zelfmoordterroristen in Kansas City eigenlijk binnenlandse terroristen waren en geen buitenlandse staatsburgers, en dus niet door de kartels naar de Verenigde Staten werden gesmokkeld. Om de spanningen met Mexico te onderdrukken, beveelt de minister van Defensie de CIA om de missie te staken. De minister van Defensie James Riley hoort dat Isabel getuige is geweest van het neerschieten van de Mexicaanse politie door de Amerikanen, en hij beveelt het team om alle bewijzen van Amerikaanse betrokkenheid te wissen door Isabel en Gillick te vermoorden. Graver waarschuwt op zijn beurt Gillick en beveelt hem Isabel te vermoorden, maar Gillick weigert en wordt een schurk om haar in leven te houden. Beiden hebben voor de nacht onderdak gevonden op een afgelegen boerderij in de woestijn. Gillick weet dat als ze in Mexico blijven, ze zal worden vermoord. Met weinig middelen vermommen ze zichzelf als illegale immigranten en betalen ze mensenhandelaars om hen te helpen de Verenigde Staten opnieuw binnen te komen. Graver en zijn team vliegen heimelijk Mexico binnen en volgen een gps-apparaat dat Gillick heeft geactiveerd en ingebed in Isabel's schoen.
Bij het vertrekpunt herkent Miguel, een jonge Mexicaanse-Amerikaan die als "coyote" is aangeworven, Gillick van een ontmoeting op een parkeerplaats in Texas twee dagen eerder. Hij waarschuwt zijn baas, en Gillick en Isabel worden gegijzeld. Miguel wordt gedwongen Gillick neer te schieten, en de bende laat hem voor dood achter. Miguel is de bende beu en laat hen kort daarna in de steek. Graver is getuige van de schijnbare moord op Gillick via live satellietbeelden en zijn team spoort de Mexicaanse bende op, doodt hen allemaal en redt Isabel. Graver besluit Isabel terug te brengen naar de VS en haar in getuigenbescherming te plaatsen in plaats van zijn bevelen op te volgen om haar te vermoorden. Ondertussen komt Gillick bij bewustzijn en ontdekt dat hij door de wang is geschoten. Hij vindt de dode bendeleden en neemt een van hun auto's. Hij wordt achtervolgd door een aantal bendeleden, maar hij doodt ze door een granaat door het raam van hun auto te gooien.
Een jaar later loopt een getatoeëerde Miguel naar het kantoor van zijn bende, in het winkelcentrum in Texas waar hij Gillick voor het eerst had gezien. Hij opent de deur en wordt verrast door Gillick, die hem opwacht. Gillick zegt: "Dus je wilt een sicario worden? Laten we het over je toekomst hebben."

## Rolverdeling
| Acteur              | Personage          |
| ------------------- | ------------------ |
| Benicio del Toro    | Alejandro Gillick  |
| Josh Brolin         | Matt Graver        |
| Isabela Moner       | Isabel Reyes       |
| Jeffrey Donovan     | Steve Forsing      |
| Manuel Garcia-Rulfo | Gallo              |
| Catherine Keener    | Cynthia Foards     |
| Matthew Modine      | James Riley        |
| Shea Whigham        | Andy Wheeldon      |
| Elijah Rodriguez    | Miguel Hernández   |
| Howard Ferguson jr. | Troy               |
| David Castañeda     | Hector             |
| Jacqueline Torres   | Blandina           |
| Raoul Trujillo      | Rafael             |
| Bruno Bichir        | Ángel              |
| Jake Picking        | Shawn              |
| Arturo Maese Bernal | Gallo's handlanger |
| Ian Bohen           | Carson Willis      |
| Faysal Ahmed        | Bashiir            |
| Graham Beckel       | Dale Hammonds      |